# Meteor (Jonglieren)
Der Meteor ist ein Jongliergerät, das aus zwei Gewichten verbunden durch ein Stück Seil besteht. Die Ursprünge liegen in der chinesischen Zirkus- und Kampfkunst. Die Elemente des Meteorspiels sind dem Stabdrehen und dem Poischwingen verwandt. In der traditionellen Form werden Wasserschalen als Gewichte verwendet.
Durch Drehung und Zentrifugalkraft werden die Gewichte im Kreis gegenüberliegend nach außen gezogen und das Seil gestreckt. Grundlage der einhändigen Führung ist eine exzentrische Bewegung. Das Seil wird oberhalb der Seilmitte gefasst und um den Mittelpunkt der Kreisbahn geführt, auf dem die beiden Gewichte laufen.
Mit beiden Händen geführt lassen sich die meisten einfachen Poi-Figuren durchführen. Mit einer Hand geführt sind die Follow-Muster aus dem Poischwingen möglich, wie etwa 2 Beat Wave oder Wind Mill. Analog zum Stabdrehen kann der Meteor geworfen und über den Körper gerollt werden. Darüber hinaus sind Wraps möglich, bei denen das Seil sich an den Armen auf- und wieder abwickelt.